# جیووانی برونو
جیووانی برونو (انگلیسی: Giovanni Bruno؛ زادهٔ ۳۰ ژانویهٔ ۱۹۸۰) بازیکن فوتبال اهل ایتالیا است.
از باشگاه‌هایی که در آن بازی کرده‌است می‌توان به باشگاه فوتبال کومو، باشگاه فوتبال رجانا، و باشگاه فوتبال فروزینونه اشاره کرد.